# Зільке Ренк
Зільке Ренк (нім. Silke Renk; нар. 30 червня 1967, Кверфурт, Німецька Демократична Республіка) — німецька легкоатлетка, що спеціалізується на метанні списа, олімпійська чемпіонка 1992 року, призерка чемпіонату світу.

## Кар'єра
| Рік                   | Змагання         | Місто                | Місце           | Примітки        |                 |
| Представник НДР       | Представник НДР  | Представник НДР      | Представник НДР | Представник НДР | Представник НДР |
| --------------------- | ---------------- | -------------------- | --------------- | --------------- | --------------- |
| 1988                  | Олімпійські ігри | Сеул, Південна Корея | 5               | 66.38           |                 |
| 1990                  | Чемпіонат Європи | Спліт, Югославія     | 4               | 64.76 м         |                 |
| Представник Німеччина |                  |                      |                 |                 |                 |
| 1991                  | Чемпіонат світу  | Токіо, Японія        | 3               | 66.80 м         |                 |
| 1992                  | Олімпійські ігри | Барселона, Іспанія   | 1               | 68.34           |                 |
| 1993                  | Чемпіонат світу  | Штутгарт, Німеччина  | 6               | 64.00 м         |                 |
| 1995                  | Чемпіонат світу  | Гетеборг, Швеція     | 13 (кв.)        | 59.86 м         |                 |
| 1996                  | Олімпійські ігри | Атланта, США         | 13 (кв.)        | 59.70 м         |                 |
| 1997                  | Чемпіонат світу  | Афіни, Греція        | 13 (кв.)        | 60.72 м         |                 |